# Nowe Warpno
Nowe Warpno (německy Neuwarp) je město v severním Polsku v Západopomořanském vojvodství v okrese Police v gmině Nowe Warpno. Leží na břehu Štětínského zálivu přibližně 33 km severozápadně od města Police. Městská práva získalo město v roce 1295. V roce 2024 zde žilo 1 050 obyvatel, rozloha města je 24,51 km².
Mezi městem Nowe Warpno a německou obcí Altwarp na západním břehu v ústí malé zátoky existuje pravidelné lodní spojení.